# Џон Бери (музичар)
Џон Бери (енгл. John Berry; 31. мај 1963 — 19. мај 2016) био је амерички хардкор панк музичар, најпознатији као један оснивача и гитариста групе Бисти бојс. Напустио је групу 1982. године пре него што је иста доживела светску славу. Преминуо је 2016. године после дуге и тешке болести.